# Cymopterus jonesii
Cymopterus jonesii är en flockblommig växtart som beskrevs av John Merle Coulter och Joseph Nelson Rose. Cymopterus jonesii ingår i släktet Cymopterus och familjen flockblommiga växter. Inga underarter finns listade i Catalogue of Life.